# Esenkent, Esenyurt
Esenkent là một xã thuộc huyện Esenyurt, tỉnh Istanbul, Thổ Nhĩ Kỳ.